# Iglesia de la Asunción (Jorcas)
la iglesia de la Asunción de Nuestra Señora es una iglesia parroquial situada en la localidad turolense de Jorcas (España). Se trata de un templo incluido en el inventario del Parque Cultural del Chopo Cabecero del Alto Alfambra.
Construida en mampostería el siglo XVI es de estilo gótico renacentista o gótico levantino, y cuenta con una sola nave con bóveda de crucería estrellada, con capillas laterales, cabecera poligonal y coro alto. La portada adintelada del edificio es de estilo manierista, tiene dos cuerpos y frontón, y conserva restos de policromía.
Cuenta con una torre campanario a los pies del templo, también en mampostería y con tres cuerpos.